# 乌延蒲离黑
乌延蒲离黑（？—1179年），姓乌延氏，金朝速频路哲特猛安人，改属合懒路。
祖父乌延思列，参预平定乌春、窝谋罕之乱，攻打辽朝、宋朝，立有功劳，追授猛安，赠银青光禄大夫。父亲乌延国也，袭任猛安。乌延蒲离黑跟随阿骨打伐辽，在军中勇敢之名。天眷三年（1140年），袭任猛安，授任为宁远大将军，官至武宁军节度使，转任京兆尹。完颜亮伐宋，行武威军都总管。还军后，担任顺义军节度使。徒单合喜平定秦、陇，乌延蒲离黑率领完颜习尼列、颜盏门都援救德顺州，改任延安尹、平凉尹。致仕后，封任国公。大定十九年（1179年）去世。